# Giubileo straordinario della redenzione

Papa Giovanni Paolo II apre la porta santa per il Giubileo straordinario della redenzione

Il Giubileo straordinario della redenzione è stato proclamato da papa Giovanni Paolo II per mezzo della bolla pontificia Aperite Portas Redemptori. Precedentemente annunciato dallo stesso pontefice il 26 novembre 1982, ha avuto inizio il 25 marzo 1983 e si è concluso il 22 aprile 1984 , Domenica di Pasqua. 
Il papa ha dichiarato che il giubileo, ricorrente nel millenovecentocinquantesimo della morte e resurrezione di Gesù, sarà dedicato alla redenzione.
Il papa ha fatto l'annuncio nel corso dell'allocuzione a conclusione della riunione plenaria del Collegio Cardinalizio del 26 novembre 1982:
Sebbene non vi sia stata finora la consuetudine di una celebrazione intermedia, cioè nel 50º, vi sono forti motivi perché tale ricorrenza sia degnamente commemorata anche nel 1983. Anzitutto è da sottolineare la centralità dell’evento, che non può non condurre i cuori degli uomini a sempre più grande amore e attrazione verso l’opera compiuta da Cristo, “Redentore dell’uomo”, col mistero pasquale della sua Passione, Morte e Risurrezione. Inoltre si avvicina il prossimo Sinodo dei Vescovi, dedicato alla riconciliazione e alla penitenza nella missione della Chiesa: il Giubileo contribuirà certamente in modo vivo e sentito a far approfondire da tutti tale tema, e a far convergere con maggiore intensità il pensiero e l’affetto dell’uomo contemporaneo verso il sacramento che Cristo ha istituito per applicare ai singoli i tesori della sua Redenzione mediante il suo Sangue: “Siete stati comprati a caro prezzo” (1 Cor 6, 20), “non a prezzo di cose corruttibili come l’argento e l’oro . . . ma con il sangue prezioso di Cristo” (1 Pt 1, 18). Infine, il Giubileo della Redenzione aiuterà anche a portare avanti una degna preparazione per l’Anno Santo del Duemila.
È sembrato perciò opportuno, in considerazione di tutti questi motivi, e accogliendo varie istanze giunte sull'argomento, che fosse indetto per il prossimo 1983 l’Anno Santo della Redenzione, il cui inizio avverrà nel corso della prossima Quaresima. Chiediamo al Signore che tale celebrazione porti una ventata di rinnovamento spirituale, a tutti i livelli! E confidiamo che una degna e accurata preparazione renda particolarmente feconda tale iniziativa.»
(Papa Giovanni Paolo II)

## La bolla di indizione
Il Giubileo è stato indetto ufficialmente il 6 gennaio 1983, festa dell’Epifania, con la consegna e la lettura della bolla Aperite Portas Redemptori. La Bolla evidenzia la necessità di indire un Anno Santo Straordinario alla speciale memoria della redenzione, affinché essa penetri più a fondo nel pensiero e nell’azione di tutta la Chiesa. In essa è stato stabilito che tale giubileo avesse inizio il 25 marzo 1983, solennità dell’Annunciazione del Signore, che ricorda l’istante provvidenziale in cui il Verbo eterno, facendosi uomo per opera dello Spirito Santo nel grembo della vergine Maria, divenne partecipe della nostra carne “per ridurre all’impotenza, mediante la morte, colui che della morte ha il potere, cioè il diavolo, e liberare così quelli che per timore della morte erano tenuti in schiavitù per tutta la vita” (Eb 2,14-15). Esso si sarebbe concluso il 22 aprile 1984, domenica di Pasqua, giorno della pienezza di gioia procurata dal sacrificio redentore di Cristo, per il quale la Chiesa è sempre “miracolosamente rinata e nutrita” (mirabiliter renascitur et nutritur).

## Gli eventi del Giubileo
L'apertura del Giubileo è stata fissata per il 25 marzo 1983. La scelta di tale data non era casuale, cadendo in tal giorno la solennità dell'Annunciazione del Signore; in tale data è stata aperta la Porta Santa della Basilica di San Pietro in Vaticano. 
Tra gli eventi dell’Anno Santo spicca il Giubileo dei giovani, svoltosi il 14 aprile 1984. I giovani, circa 300.000 persone provenienti da tutto il mondo, si ritrovarono in mattinata nella piazza antistante la Basilica di San Giovanni in Laterano per la messa, poi un lungo corteo si spostò verso Piazza San Pietro dove avvenne l'incontro con il Papa che, per l'occasione, fu accompagnato sul palco realizzato sulla gradinata della Basilica di San Pietro da Madre Teresa di Calcutta. Da questo incontro scaturì l'idea delle Giornate Mondiali della Gioventù, che da allora si sono tenute, a cadenza bi o triennale, in diversi paesi del mondo.